# Dendrophylax fawcetti
Dendrophylax fawcetii é uma espécie de orquídea, família Orchidaceae, endêmica das Ilhas Cayman, onde cresce em áreas bastante úmidas e abafadas. Trata-se de planta epífita, monopodial, com caule insignificante e efêmeras folhas rudimentares, com inflorescências racemosas que brotam diretamente de um nódulo na base de suas raízes. As flores são grandes, vistosas, perfumadas, e tem um longo nectário na parte de trás do labelo.

## Publicação e sinônimos
- Dendrophylax fawcetii Rolfe, Gard. Chron. 1888(2): 533 (1888).

Sinônimos homotípicos:
- Polyrrhiza fawcettii (Rolfe) Cogn. in I.Urban, Symb. Antill. 6: 678 (1910).